# New Riders of the Purple Sage
New Riders of the Purple Sage es un grupo estadounidense de música Country. La banda emergió de la escena del rock psicodélico en San Francisco (California), en 1969, y su formación original incluía algunos miembros de Grateful Dead, entre los que se cuenta al reconocido guitarrista y cantante Jerry García.  Su canción más popular se llama "Panama Red."  La banda es conocida comúnmente como New Riders o NRPS.

## Discografía

### Estudio y directo
| Lanzamiento | Título                                            | Sello     |
| ----------- | ------------------------------------------------- | --------- |
| 1971        | New Riders of the Purple Sage                     | Columbia  |
| 1972        | Powerglide                                        | Columbia  |
| 1972        | Gypsy Cowboy                                      | Columbia  |
| 1973        | The Adventures of Panama Red                      | Columbia  |
| 1974        | Home, Home on the Road                            | Columbia  |
| 1974        | Brujo                                             | Columbia  |
| 1975        | Oh, What a Mighty Time                            | Columbia  |
| 1976        | New Riders                                        | MCA       |
| 1977        | Who Are Those Guys?                               | MCA       |
| 1977        | Marin County Line                                 | MCA       |
| 1981        | Feelin' All Right                                 | A&M       |
| 1986        | Before Time Began                                 | Relix     |
| 1986        | Vintage NRPS                                      | Relix     |
| 1989        | Keep On Keepin' On                                | Mu        |
| 1992        | Midnight Moonlight                                | Relix     |
| 1993        | Live on Stage                                     | Relix     |
| 1994        | Live in Japan                                     | Relix     |
| 1995        | Live                                              | Avenue    |
| 2003        | Worcester, MA, 4/4/73                             | Kufala    |
| 2003        | Boston Music Hall, 12/5/72                        | Kufala    |
| 2004        | Veneta, Oregon, 8/27/72                           | Kufala    |
| 2005        | Armadillo World Headquarters, Austin, TX, 6/13/75 | Kufala    |
| 2007        | S.U.N.Y., Stonybrook, NY, 3/17/73                 | Kufala    |
| 2007        | Wanted: Live at Turkey Trot                       | Fa-Ka-Wee |
| 2009        | Winterland, San Francisco, CA, 12/31/77           | Kufala    |
| 2009        | Where I Come From                                 | Woodstock |
| 2012        | 17 Pine Avenue                                    | Woodstock |
| 2013        | Glendale Train                                    | Smokin'   |

### Recopilaciones
| Lanzamiento | Título                                                       | Sello       |
| ----------- | ------------------------------------------------------------ | ----------- |
| 1976        | The Best of New Riders of the Purple Sage                    | Columbia    |
| 1992        | The Relix Bay Rock Shop, No. 1                               | Relix       |
| 1994        | Wasted Tasters                                               | Raven       |
| 1995        | Relix's Best of the Early New Riders of the Purple Sage      | Relix       |
| 1997        | Relix's Best of the New New Riders of the Purple Sage        | Relix       |
| 2000        | Ridin' with Panama Red                                       | Sony        |
| 2006        | Cactus Juice                                                 | Arcadia     |
| 2009        | Very Best of the Relix Years                                 | Retro World |
| 2011        | Setlist: The Very Best of New Riders of the Purple Sage Live | Legacy      |
| 2011        | Instant Armadillo Blues                                      | Raven       |